# Ngoubou
El Ngoubou es un pseudo críptido presuntamente avistado por indígenas africanos en la sabana de Camerún. 

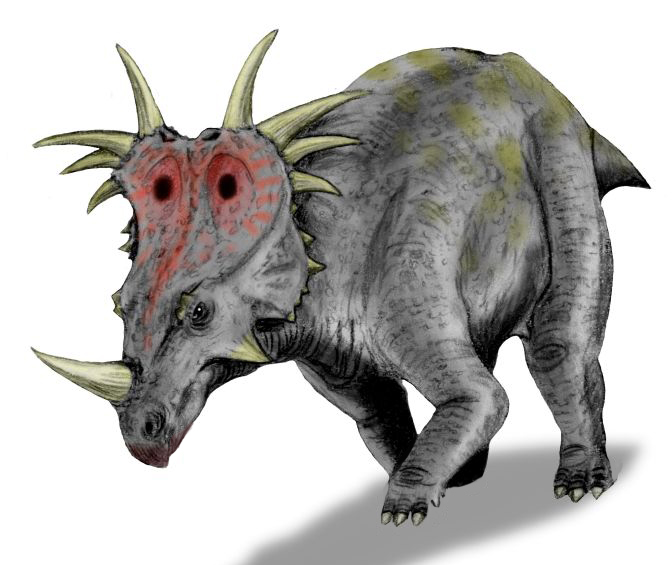
Un Styracosaurus, como el de la imagen, se parecería al Ngoubou

Es descrito como una criatura con seis cuernos en la cabeza y uno en la trompa, aunque del tamaño de un buey, que embiste y mata elefantes pero no se los come. El nombre es el usado en la zona para designar a un rinoceronte en la lengua nativa, pero algunos criptozoólogos postulan que no está basado en un rinoceronte por sus características de reptil que según ellos, lo asemejan más a un Styracosaurus; aunque se le asocia con el Emela-ntouka, otro críptido africano, pero cuyo tamaño se dice sería casi el de un elefante. 
En noviembre del 2000, William Gibbons y David Wetzel, realizaron una expedición al Congo en busca de Mokèlé-mbèmbé (un críptido que ellos describen que sería similar a un saurópodo); y reportaron que existiría supuestamente el mito del Ngoubou entre los nativos de Camerún. Sin embargo, esta postura que describe a la supuesta criatura como una especie de dinosaurio es descartada de plano por los zoólogos. Incluso esta postura es descartada por la gran mayoría de los criptozoólogos actuales; que postulan que estas criaturas, si es que realmente existen, pueden ser animales desconocidos, pero no emparentados con los dinosaurios.